# Branisko
Le Branisko (polonais : Branyiszko) est une chaîne de montagne en Slovaquie orientale entre les régions de Spiš et de Šariš. La chaîne fait environ 20 km de long et 5 km de large dans une direction nord-sud et fait partie des Carpates occidentales intérieures. Son point culminant est Smrekovica à 1 200 m d'altitude.

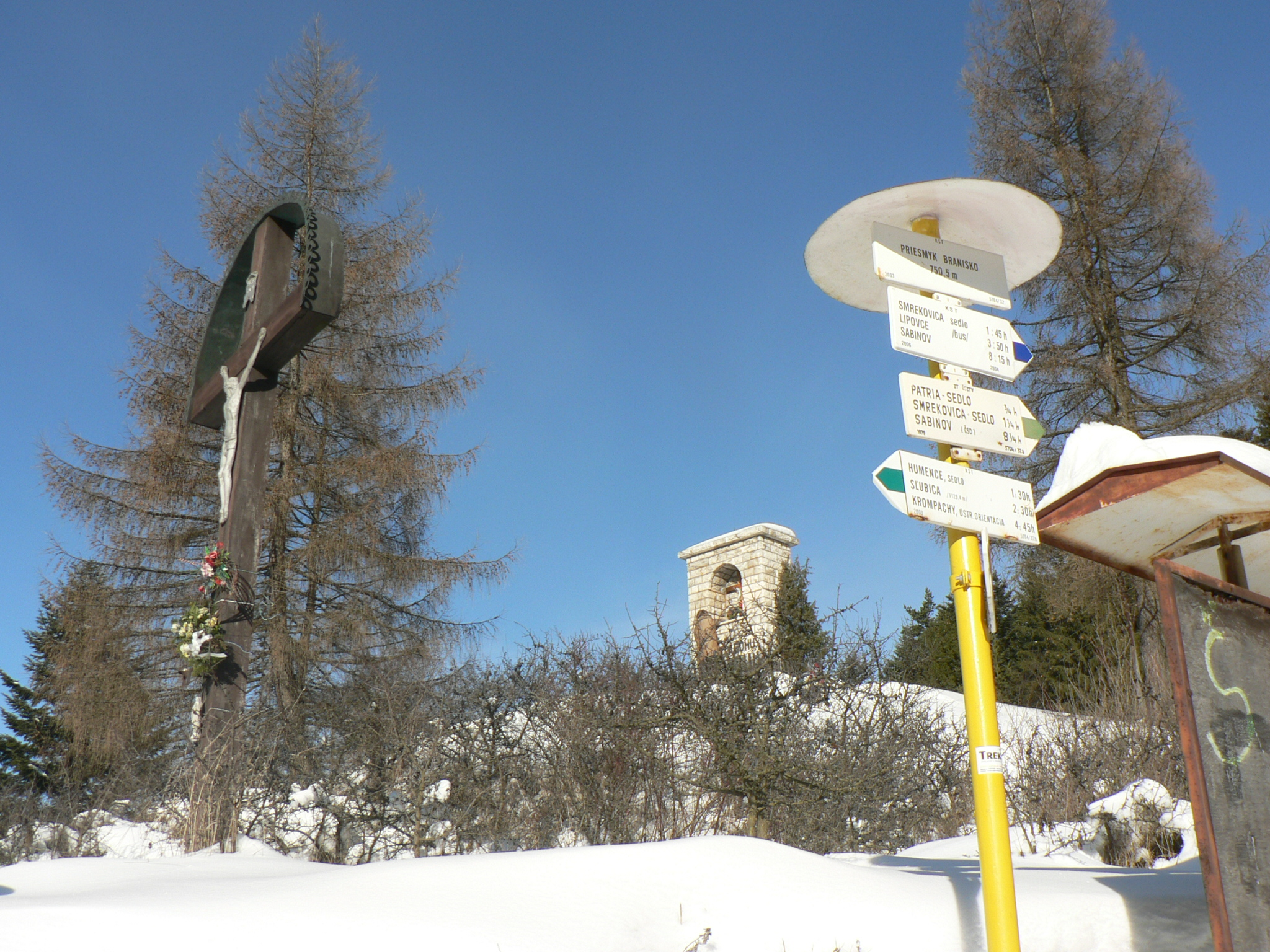
Vue du col de Branisko.